# 은진 임씨
은진 임씨(恩津林氏)는 충청남도 논산시 은진면을 본관으로 하는 한국의 성씨이다. 

## 역사
은진 임씨(恩津林氏)의 시조 임자미(林自美)는 고려 숙종 때의 인물로 본래는 진천 임씨였으나 시진군(市津君)에 봉해진 후 은진을 본관으로 삼아 분적하였다고 한다.
임자미 이후 계보를 밝힐 수 없어 고려 말에 문과(文科)에 급제하여 조청랑(朝請郞)·태상 박사(太常博士)를 역임한 임성근(林成槿)을 일세조(一世祖)로 하고 본관(本貫)을 은진(恩津)으로 하여 세계(世系)를 이어왔다. 
임성근의 아들 임정(林挺)이 봉선대부(奉善大夫)로 낙안 군사(樂安軍事)를 역임하였고, 손자 임식(林湜)이 무과(武科)에 급제하여 흥위위 보승별장(興威衛保勝別將)을 역임하였다. 증손자 임천년(林千年)은 사온서 직장(直長)을 역임하였다. 
임훈(林薰)은 광주 목사(光州 牧使)와 장악원정(掌樂院正)을 역임하였고, 동생 임운(林芸)은 사직서 참봉(社稷署參奉)을 지냈다. 

## 본관
은진(恩津)은 충청남도 논산시(論山市)에 속해 있는 지명이다. 백제의 덕근군(德近郡)을 757년(신라 경덕왕 16)에 덕은(德殷)으로 고치고, 고려 초에 덕은(德恩)으로 개칭하였다. 시진현(市津縣)은 본래 백제의 가지내현(加知奈縣 : 加乙奈 · 薪浦)인데 757년(경덕왕 16) 시진(市津)으로 고치고 덕은군의 영현이 되었다가, 1018년(현종 9)에 덕은과 시진을 모두 공주(公州)에 편입시켰다. 1397년(태조 6)에 현을 두었고, 1406년(태종 6)에 덕은(德恩)과 시진(市津)을 합쳐 덕은으로 하고 감무를 두었다. 1419년(세종 1)에 은진(恩津)으로 개명하였다. 1895년(고종 32) 지방제도 개정으로 공주부 은진군이 되었고, 1896년 충청남도 은진군이 되었다. 1914년 논산군에 병합하여 은진면이라는 지명으로 남아 있다.

## 분적된 성씨 본관
은진 임씨(恩津 林氏)에서 분적 및 분파된 성씨 본관에는 울진 임씨(蔚珍 林氏) 등이 있다

## 과거 급제자
은진 임씨는 조선시대 무과 급제자 1명, 생원·진사 11명을 배출하였다.
무과
임경우(林景祐)     
생원시
임동원(林東遠) 임동적(林東迪) 임승후(林承厚) 임자화(林自花) 임진부(林眞怤) 임훈(林薰)     
진사시
임득번(林得蕃) 임세학(林世鶴) 임수진(林秀震) 임우동(林宇棟) 임태서(林泰瑞) 

## 인구
- 1985년 1,643가구 6,859명
- 2000년 2,945가구 9,408명